# Акадија (Нова Француска)
Акадија (фр. Acadie) је била француска колонија на сјеверозападу Сјеверне Америке, дио Нове Француске. Обухватала је дијелове Квебека, данашњих тзв. Морских провинција Канаде и данашње Нове Енглеске, која се на југ протезала све до Филаделфије.
Према француској управној подјели, обухватала је земље које имају обалу на Атлантском океану између 40° и 46° с. г. ш. Територија је у 18. вијеку подијељена између британских колонија, које ће касније постати Канада и америчких савезних држава.
Данас, термин Акадија се односи на регије тзв. Атлантске Канаде у којима се осјећа утицај француске културе и језика, посебно у Њу Брансвику, Новој Шкотској и Острву Принца Едварда, као и у америчкој савезној држави Мејн.